# Nectamia
Genre
Nectamia est un genre de poissons de la famille des Apogonidae.

## Liste des espèces
Selon World Register of Marine Species (24 décembre 2016) et FishBase (24 décembre 2016) :
- Nectamia annularis (Rüppell, 1829)
- Nectamia bandanensis (Bleeker, 1854)
- Nectamia fusca (Quoy & Gaimard, 1825)
- Nectamia ignitops Fraser, 2008
- Nectamia luxuria Fraser, 2008
- Nectamia savayensis (Günther, 1872)
- Nectamia similis Fraser, 2008
- Nectamia viria Fraser, 2008
- Nectamia zebrinus (Fraser, Randall & Lachner, 1999)